# Nelly (film)
Pour les articles homonymes, voir Nelly.
Pour plus de détails, voir Fiche technique et Distribution.
Nelly est un film québécois réalisé et scénarisé par Anne Émond, sorti en 2016.

## Synopsis
Évocation de la vie tumultueuse et torturée de la romancière québécoise Nelly Arcan jusqu'à son suicide.

## Fiche technique
- Titre original : Nelly
- Réalisation : Anne Émond
- Scénario : Anne Émond, d'après l'œuvre autobiographique de Nelly Arcan
- Direction artistique : David Pelletier
- Photographie : Josée Deshaies
- Montage : Mathieu Bouchard-Malo
- Son : Sylvain Brassard et Claude La Haye
- Costumes : Patricia McNeil
- Coiffure : Martin Lapointe
- Productrice : Nicole Robert
- Société(s) de production :  Go Films
- Société(s) de distribution : Les Films Séville
- Pays d'origine :  Canada ( Québec)
- Langue originale : français
- Format : couleur
- Genre : Drame biographique
- Durée : 101 minutes
- Budget : 4 100 000$ CAN
- Dates de sortie :
  -  Canada : 9 septembre 2016 (Première mondiale au Festival international du film de Toronto)
  -  Québec : 20 janvier 2017 (en salles)[1]

## Distribution
- Mylène Mackay : Nelly
- Milya Corbeil-Gauvreau : Nelly (Isabelle Fortier) à 12 ans
- Mickaël Gouin : François
- Francis Leplay : Mathieu
- Marie-Claude Guérin : Melina
- Catherine Brunet : Peggy
- Marc Béland : Le psychanalyste
- Jason Cavalier : Le client de Toronto
- Sylvie Drapeau : Suzanne
- Francis Ducharme : Le journaliste
- Emmanuel Schwartz : Guillaume Rival
- Noa André : Vanessa
- Xavier Roberge : Félix
- Carla Turcotte : serveuse

## Distinctions

### Récompenses
- Prix du jury du Meilleur film étranger lors de la 20e édition du Festival international du film de Sonoma.
- Meilleure interprétation dans un premier rôle féminin pour Mylène Mackay lors du 19e gala du cinéma québécois

### Nominations
- Meilleure direction de la photographie pour Josée Deshaies lors du 19e gala du cinéma québécois
- Prix du film s'étant le plus illustré à l'extérieur du Québec lors du 19e gala du cinéma québécois